# Culex reginae
Culex reginae är en tvåvingeart som beskrevs av Floch och Fauran 1955. Culex reginae ingår i släktet Culex och familjen stickmyggor.
Artens utbredningsområde är Franska Guyana. Inga underarter finns listade i Catalogue of Life.